# Jurica Jerković
Jurica "Jure" Jerković (Split, 25 de fevereiro de 1950 – 3 de junho de 2019) foi um futebolista croata que atuou como meia.

## Carreira
Em clubes Jerković atuou pelo Hajduk Split de sua cidade natal, além dos clubes suíços Zürich e Lugano.
Defendeu a Seleção Iugoslava de Futebol nas Copas do Mundo de 1974 e 1982 além do Campeonato Europeu de 1976.
Faleceu em 3 de junho de 2019 aos 69 anos de idade após longa enfermidade.